# Veszelyit
Veszelyit – bardzo rzadki minerał, będący fosforanem miedzi i cynku.
Nazwany na cześć odkrywcy – Ágosta Veszely (1821-1879), węgierskiego inżyniera górnictwa.

## Właściwości
Krystalizuje w układzie jednoskośnym. Wykształca kryształy pryzmatyczne, spłaszczone, wydłużone, zwykle pseudoktaedryczne. Występuje w ziarnistych agregatach lub w skupieniach rozetowych. Jest minerałem kruchym i przezroczystym. Posiada niebieski lub zielony kolor w odcieniach, szklisty połysk oraz niebieską bądź zieloną rysę. Jest rozpuszczalny w kwasach.

## Występowanie
Jest to rzadki wtórny minerał miedzi i cynku występujący w utlenionych strefach złóż metali nieszlachetnych. Towarzyszą mu hemimorfit, kwarc, chryzokola, kipushyt, philipsburgit, dongchuanit, molibdenit, pseudomalachit, malachit, piromorfit, libetenit, kwarc, aurichalcyt i brochantyt.

## Miejsce występowania
Jest minerałem bardzo rzadkim. Jego typową lokalizacją jest Rumunia. Najlepszej jakości i największe okazy pochodzą z Chin (Junnan), Konga, DRK i USA (Montana, Michigan, Nevada). Występuje także w Meksyku, Japonii i Wielkiej Brytanii (Anglia i Szkocja).

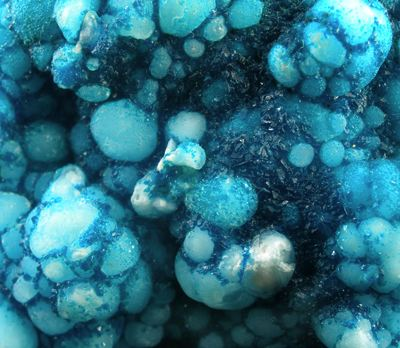
Okaz na hemimorificie z prowincji Junnan z Chin